# Lycosa coreana
Lycosa coreana är en spindelart som beskrevs av Paik 1994. Lycosa coreana ingår i släktet Lycosa och familjen vargspindlar. Inga underarter finns listade i Catalogue of Life.